# Principe di Sulmona
Principe di Sulmona è un titolo nobiliare italiano. Il titolo deriva dalla città di Sulmona, in Abruzzo.

## Storia
Venne originariamente creato nel 1526, durante il regno di Carlo V, Imperatore del Sacro Romano Impero come re di Napoli, in riconoscimento del lavoro svolto da Carlo di Lannoy, in qualità di viceré di Napoli. Quella linea di principi risulta estinta nel 1604.
Il titolo venne ricreato nel 1610 per il nipote di papa Paolo V, Marcantonio II Borghese, dal re Filippo III di Spagna, essendo anche Re di Napoli. Il re Filippo III vendette il principato e la città di Sulmona alla famiglia Borghese.Il Re Filippo V di Spagna concesse al suddetto titolo la Grandezza di Spagna di prima classe; il quale è sempre rimasto ai Borghese come titolo del capo-famiglia. Dopo l'unificazione d'Italia, il titolo fu riconosciuto dal nuovo Regno d'Italia sempre ai Borghese.

## Principi di Sulmona

### Famiglia Lannoy (1526-1604)

Stemma Lannoy

- Carlo I di Lannoy (1482-1527), viceré di Napoli, I principe di Sulmona[1]
- Filippo I di Lannoy (1514-1553), II principe di Sulmona
- Carlo II di Lannoy (1537-abdica 1559), III principe di Sulmona
- Orazio I di Lannoy (1559-1597), IV principe di Sulmona
- Filippo II di Lannoy (?-1600), V principe di Sulmona
- Orazio II di Lannoy (?-1604), VI principe di Sulmona

### Famiglia Borghese (dal 1610)

Stemma Borghese

- Marcantonio II Borghese (1598-1658), I principe di Sulmona
- Giovanni Battista Borghese, II principe di Sulmona (1639-1717)
- Marcantonio III Borghese, III principe di Sulmona (1660-1729)
- Camillo Borghese, IV principe di Sulmona (1693-1763)
- Marcantonio IV Borghese, V principe di Sulmona (1730-1800)
- Camillo II Borghese, VI principe di Sulmona (1775-1832)
- Francesco Borghese, VII principe di Sulmona (1776-1839)
- Marcantonio V Borghese (1814-1886), VIII principe di Sulmona
- Paolo Borghese (1845-1920), IX principe di Sulmona
- Scipione Borghese (1920-1927), X principe di Sulmona
- Livio Borghese (1874-1939), XI principe di Sulmona
- Flavio Borghese (1902-1980), XII principe di Sulmona
- Camillo III Borghese (1927-2011), XIII principe di Sulmona
- Scipione II Borghese (1970), XIV principe di Sulmona